# Omegakonstanten
Omegakonstanten är den matematiska konstanten
{\displaystyle \Omega \equiv W(1)\approx 0\mathrm {,} 5671432904\,}
där W betecknar Lamberts W-funktion.

## Karakterisering
Eric Weisstein beskriver omegakonstanten som exponentialfunktionens motsvarighet till det gyllene snittet, då den bland annat uppfyller följande ekvivalenta identiteter:
- {\displaystyle \Omega \mathrm {e} ^{\Omega }=1\,}
- {\displaystyle \mathrm {e} ^{-\Omega }=\Omega \,}
- {\displaystyle \ln(1/\Omega )=\Omega .\,}

där e betecknar Eulers tal och ln betecknar den naturliga logaritmen.

## Irrationalitet och transcendens
Omegakonstanten är ett irrationellt tal, vilket följer av att e är transcendent. Om Ω kunde skrivas som ett rationellt tal p/q skulle gälla att
{\displaystyle \mathrm {e} ={\sqrt[{p}]{\frac {q^{q}}{p^{q}}}}}
och därmed att e är algebraiskt, en motsägelse. Att Ω även är transcendent följer av Lindemann–Weierstrass sats: om den vore algebraisk skulle eΩ och därmed även 
{\displaystyle {\frac {1}{\mathrm {e} ^{\Omega }}}=\Omega ,}
vara transcendent, vilket motsäger det ursprungliga antagandet.

## Beräkning
Ω kan beräknas genom att välja en lämplig uppskattning Ω0 och sedan utföra iterationen
{\displaystyle \Omega _{n+1}=\mathrm {e} ^{-\Omega _{n}}}
som konvergerar mot Ω då n går mot oändligheten, om än relativt långsamt. En mer effektiv iteration är
{\displaystyle \Omega _{n+1}={\frac {1+\Omega _{n}}{1+\mathrm {e} ^{\Omega _{n}}}},}
som konvergerar kvadratiskt.

## Integraler
En integral för omegakonstanten är
{\displaystyle \int _{-\infty }^{\infty }{\frac {1}{(\mathrm {e} ^{x}-x)^{2}+\pi ^{2}}}\,dx={\frac {1}{1+\Omega }}.}
Jämförelsevis är
{\displaystyle \int _{-\infty }^{\infty }{\frac {1}{(\mathrm {e} ^{x}-x+1)^{2}+\pi ^{2}}}\,dx={\frac {1}{2}};}
ett exempel på att komplexiteten hos värdet av en definit integral är svår att förutsäga.